# Stuart Beedie
Stuart Beedie (Aberdeen, 16 agosto 1960) è un ex calciatore scozzese, di ruolo centrocampista.

## Carriera
Ha giocato con vari club (St. Johnstone, Dundee Utd, Hibernian, Dunfermline, Dundee) della prima divisione scozzese; con la maglia del Dundee United nelle stagioni 1984-1985 e 1985-1986 ha inoltre preso parte a due edizioni consecutive della Coppa UEFA, competizione nella quale ha giocato in totale 6 partite. In carriera ha inoltre vinto per due volte la seconda divisione scozzese, rispettivamente con le maglie di St. Johnstone e Dundee.

## Palmarès

### Club

#### Competizioni nazionali
- Scottish First Division: 2

St. Johnstone: 1982-1983
Dundee: 1991-1992
- Scottish Challenge Cup: 1

Dundee: 1990-1991

#### Competizioni regionali
- Forfarshire Cup: 2

Dundee United: 1982-1983
Dundee: 1989-1990